# Sangenstedt
Sangenstedt est un quartier de Winsen (Luhe) dans l'arrondissement de Harburg, en Basse-Saxe. Le village est situé au sud de Hambourg et a été incorporé en 1972 dans le district de Winsen (Luhe).